# خط شونان–شینجوکو
خط شونان-شینجوکو (به ژاپنی:湘南新宿ライン, Shōnan-Shinjuku-Rain) یکی از خطوط شرکت راه‌آهن شرق ژاپن است.